# Jules Baga
Jules Baga (* 14. Juni 1987 in Yaoundé), mit vollständigen Namen Jules Yves Stephane Baga, ist ein kamerunischer Fußballspieler.

## Karriere
Jules Baga erlernte das Fußballspielen in der Poumie Football Academy in Kamerun. Seinen ersten Profivertrag unterschrieb er 2006 beim thailändischen Erstligisten Chonburi FC. Mit dem Verein aus Chon Buri spielte er in der ersten Liga des Landes, der Thai Premier League. 2007 feierte er mit dem Verein die thailändische Meisterschaft. Mitte 2008 verließ er Thailand und ging in die Ukraine. Hier schloss er sich bis Ende 2009 Sorja Luhansk an. Der Verein aus Luhansk spielte in der ersten Liga, der Premjer-Liha. Für Sorja absolvierte er 18 Erstligaspiele. 2010 kehrte er für eine Saison zu seinem ehemaligen Verein Chonburi FC zurück. 2010 gewann er mit den Sharks den FA Cup. Im Endspiel besiegte man Muangthong United in der Verlängerung mit 2:1. 2011 wechselte er nach Europa. Hier unterschrieb er einen Vertrag beim belgischen Klub Francs Borains. Mit dem Verein aus Boussu spielte er in der zweithöchsten belgischen Liga, der Division 1B. Hier absolvierte er drei Zweitligaspiele. Mitte 2011 zog es ihn nach Indonesien. Hier schloss er sich dem Erstligisten Persidafon Dafonsoro aus Jayapura an. Dafonsoro spielte in der ersten Liga, der Indonesia Super League. 2013 ging er wieder nach Thailand, wo ihn der Erstligist Songkhla United unter Vertrag nahm. Nach 22 Erstligaspielen wechselte er 2014 zum Ligakonkurrenten Chainat Hornbill FC nach Chainat. Für Chainat absolvierte er 14 Erstligaspiele. Die Saison 2015 stand er beim Zweitligisten Krabi FC unter Vertrag. Mit dem Klub aus Krabi spielte er in der zweiten Liga, der Thai Premier League Division 1. 2016 kehrte er in seine Heimat Kamerun zurück. Hier verpflichtete ihn der Erstligist UMS de Loum aus Loum. UMS spielte in der ersten Liga, der Première Division. 2016 wurde er mit UMS kamerunischer Fußballmeister. Bei UMS stand er bis Ende 2017 unter Vertrag. 2018 wechselte er zum Ligakonkurrenten Eding Sport FC nach Lekié.

## Erfolge
Chonburi FC
- Thailändischer Meister: 2007
- Thailändischer Pokalsieger: 2010

UMS de Loum
- Kamerunischer Meister: 2016